# Progressive (Mrs. GREEN APPLEのアルバム)
『Progressive』（プログレッシブ）は、日本のロックバンド・Mrs. GREEN APPLEが2015年2月18日にProBabLy RecOrdsから発売した2枚目のミニアルバムである。

## 内容
前作『Introduction』から約7か月ぶりのミニアルバムにして、初の全国流通販売となるインディーズデビュー作品。髙野にとっては加入後初の作品でもある。
タイトルには前作を踏まえた上で「新しいモノを創りたい」「進化したい」という気持ちが込められている。前作では世の中への無常観をテーマにしていたのに対し、今作は無常観の中でも人との出会いや優しさ、温かさといった尊いこと、対人感をテーマにしている。また、前作ではギターのリフやキーボードのフレーズを重視していたが、今作ではコーラスに重きを置いている。

## 収録曲
| 全作詞・作曲・編曲: 大森元貴。 |                  |          |            |      |
| #                              | タイトル         | 作詞     | 作曲・編曲 | 時間 |
| 1.                             | 「我逢人」       | 大森元貴 | 大森元貴   | 3:20 |
| 2.                             | 「ナニヲナニヲ」 | 大森元貴 | 大森元貴   | 3:32 |
| 3.                             | 「CONFLICT」     | 大森元貴 | 大森元貴   | 4:45 |
| 4.                             | 「アンゼンパイ」 | 大森元貴 | 大森元貴   | 4:27 |
| 5.                             | 「日々と君」     | 大森元貴 | 大森元貴   | 4:00 |
| 6.                             | 「WaLL FloWeR」  | 大森元貴 | 大森元貴   | 4:03 |
| 合計時間:                      | 合計時間:        | 24:07    |            |      |

### 楽曲解説
1. 我逢人
タイトルの読みは「がほうじん」で、人と人との出会いの尊さを意味する中国の言葉。出会いをテーマに制作された[4]。
2. ナニヲナニヲ
今作のリード曲。問答法をテーマに、対称に対し何を思い、何を考えて、何を感じてなど、問いかける内容になっている[4]。
3. CONFLICT
今作のために書き下ろされた楽曲で、最後に制作された。山中が初めてツインペダルを使用した楽曲[3]。
4. アンゼンパイ
「ナニヲナニヲ」とは一転して、大森自身やバンドの葛藤を描いた楽曲[4]。
5. WaLL FloWeR

## 参加ミュージシャン
Mrs. GREEN APPLE
- 大森元貴：Vocal & Guitar & Chorus & Programming
- 若井滉斗：Guitar
- 山中綾華：Drums
- 藤澤涼架：Keyboard
- 髙野清宗：Bass